# Förgasare

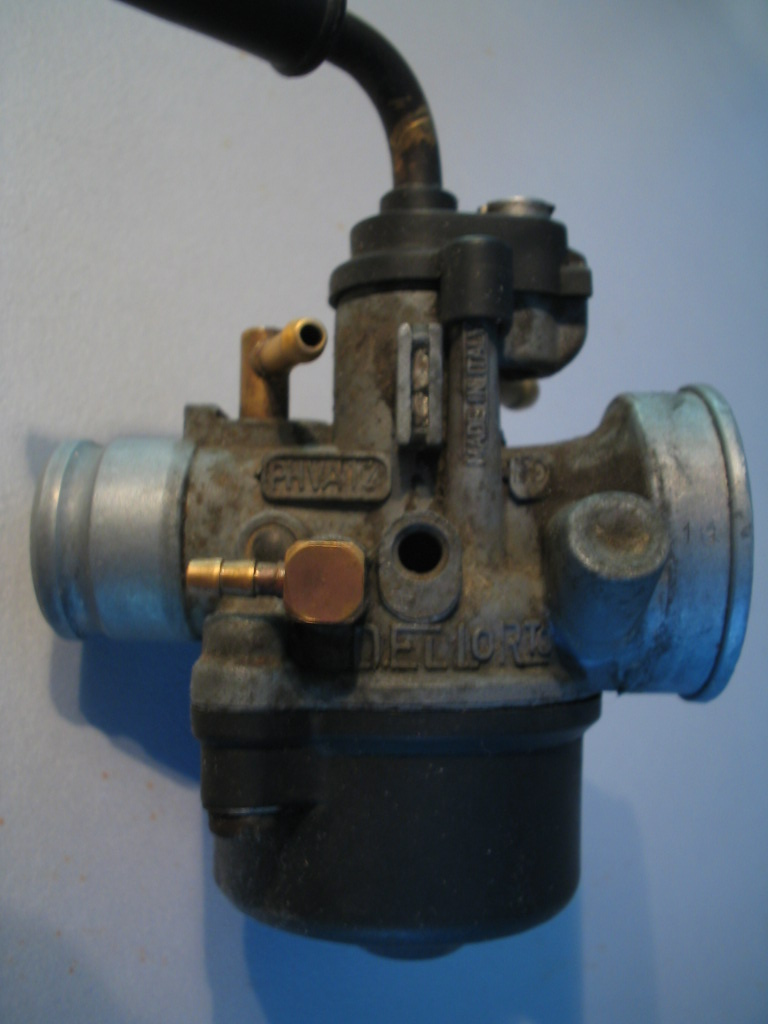
Dellorto förgasare från en Piaggio Sfera

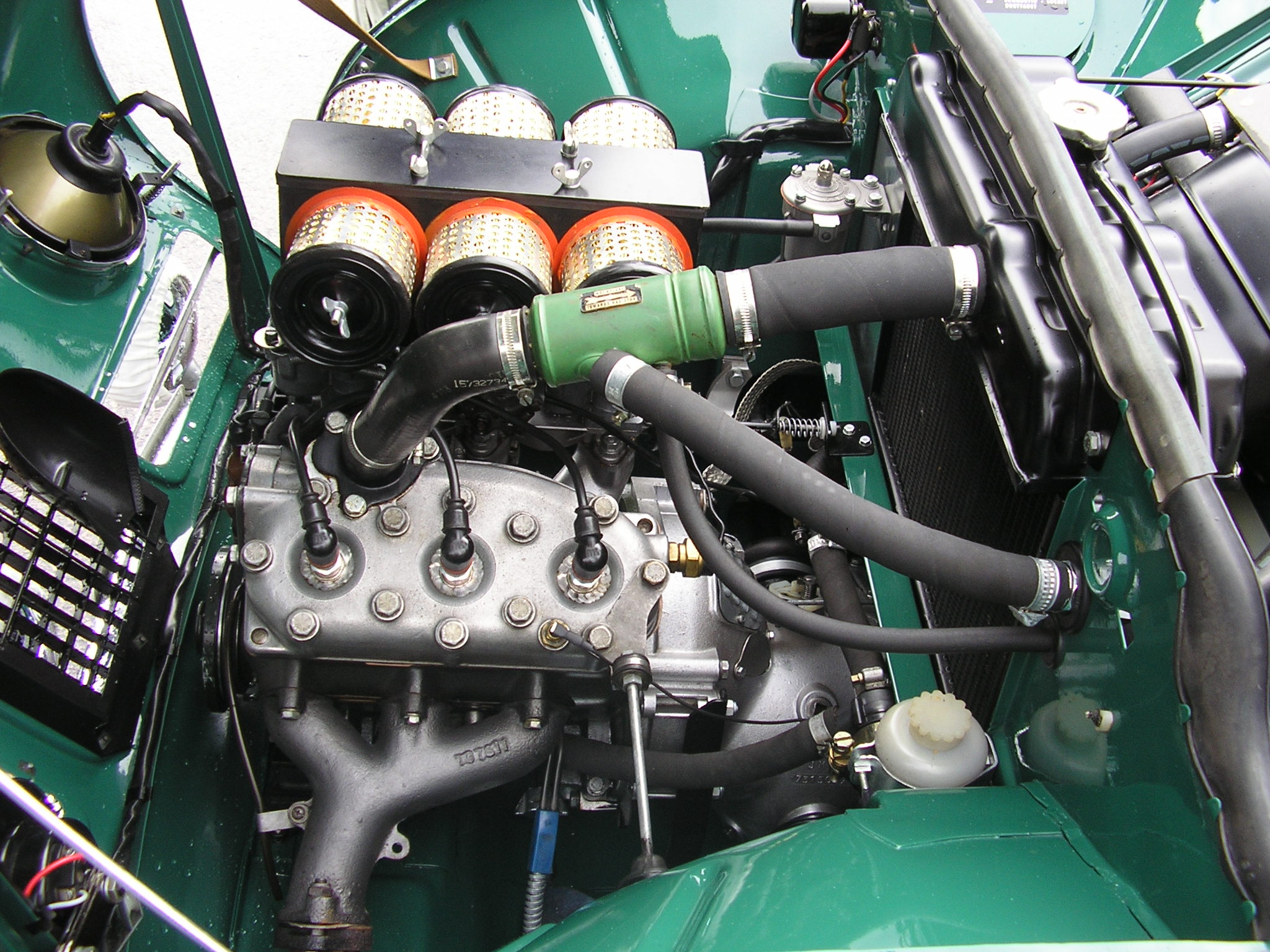
Trippelförgasare på SAAB tvåtakt

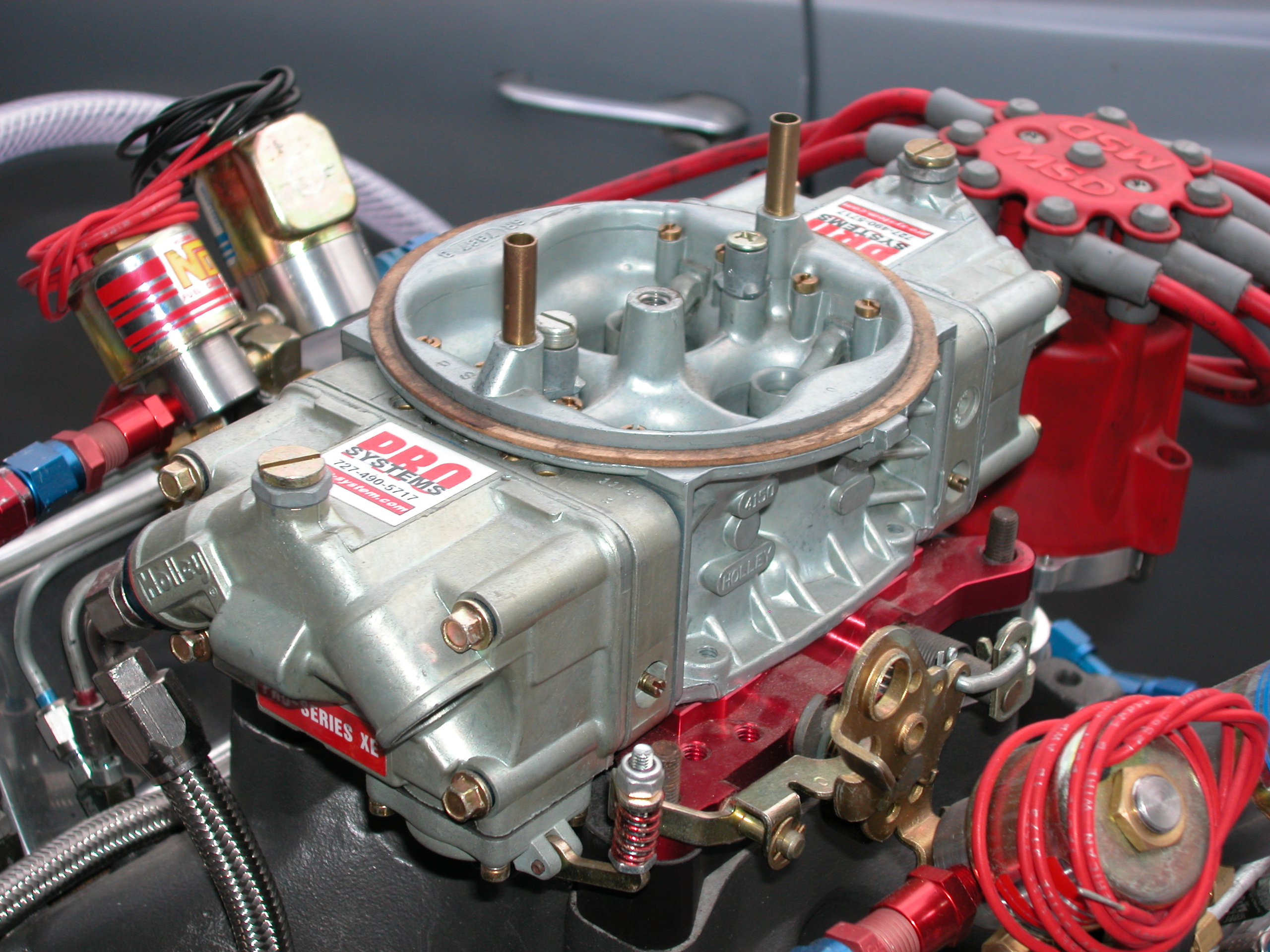
Fyrportsförgasare av fabrikat Holley.

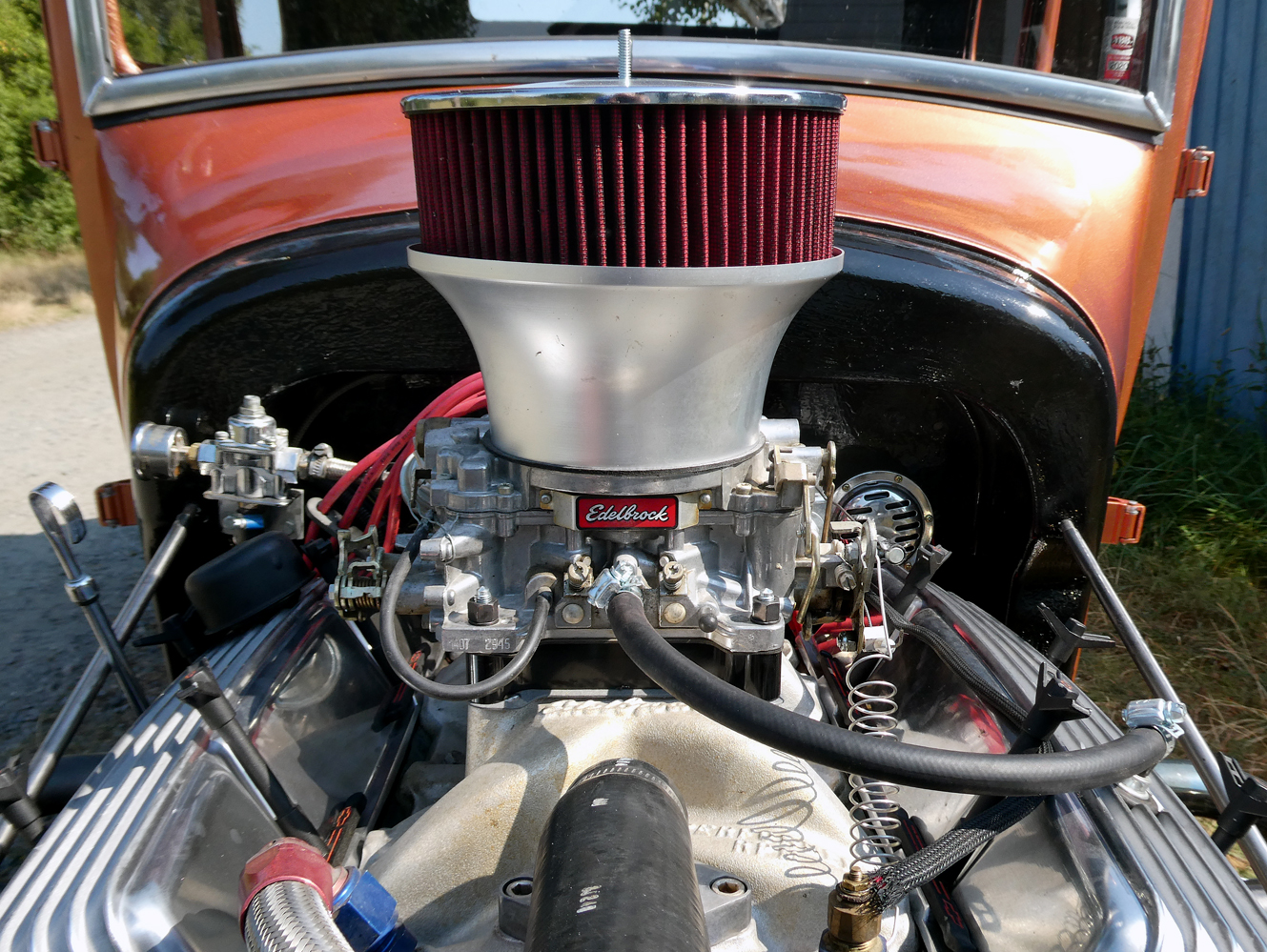
En förgasare av märket Edelbrock.

En förgasare, förr kallad karburator, är en anordning som blandar bränsle och luft till en  förbränningsmotor som kräver förblandning, alltså ej dieselmotor. Större moderna ottomotorer har i regel ett bränsleinsprutningssystem istället för förgasare då det är omöjligt att uppfylla dagens krav på avgasutsläpp med förgasare. Förgasare används fortfarande på mindre motorer till bland annat motorcyklar, mopeder, gräsklippare, motorsågar, trädgårdsmaskiner och elverk.

## Historia
De flesta förgasarmotorer har bara en förgasare, men vissa har flera stycken. Det gäller främst högprestandamotorer och motorer med fler än fyra cylindrar. Ett alternativ till att ha flera förgasare är att använda förgasare med flera portar, så kallade registerförgasare. På V8-motorer i högprestandautförande är fyrportsförgasare en vanlig lösning. Dessa fungerar i princip som två parallellkopplade tvåportsförgasare.
De första förbränningsmotorerna för flytande bränsle hade ytförgasare, där luften strök över eller bubblade upp genom bränslet, så att bränsleånga följde med luftströmmen in i motorn. Bränsleblandningen blev dock i dessa motorer väldigt svårkontrollerad, och på 1890-talet uppfanns Wilhelm Maybach munstycks- eller flottörförgasaren där bränslet via ett flottörshus styrs in i en blandningskammare där bränslet blandas med luft.
Äldre motorer hade ofta en förgasare med uppåtriktad luftström, så kallad stigförgasare. Anledningen till detta var att motorerna saknade bränslepump. Tanken var högt placerad och förgasaren lågt. Bränslet rann ner i förgasaren av höjdskillnaden (gravitationen). Nyare motorer kan ha en luftström som går nedåt (fallförgasare) eller horisontellt (horisontalförgasare) då de är försedda med någon slags bränslepump.

## Tillverkare
Förgasare tillverkas eller har tillverkats bland annat av följande företag:
- Bing
- Carter
- Dell'Orto
- Edelbrock
- Holley
- Keihin
- Mikuni
- Pierburg
- Rochester
- Skinner Union (SU)
- Solar
- Solex
- Stromberg
- Tillotson
- Walbro
- Weber
- Zenith

## Principer
Förgasare arbetar enligt Bernoullis princip (se även venturirör). Genom att ett trottelspjäll, som påverkas av gasreglaget, vrids, regleras lufttillförseln genom förgasaren. Det undertryck som uppstår på grund av den snabba luftströmmen genom en förträngning ökar lufthastigheten, sänker trycket och suger in bränsle i densamma.

## Konstruktion
Det finns två varianter av förgasare, konstant förgasare och variabel förgasare.

### Konstant förgasare
Denna konstruktion har en fast förgasarhals. I denna typ av förgasare är det det varierande undertrycket i venturiröret som förändrar bränsleflödet; denna konstruktion används ofta hos förgasare till bilar.

### Variabel förgasare
Dessa modeller har konstant undertryck och horisontellt luftflöde. Båda har en rörlig kolv som styrs av undertrycket i insugningsröret. Längst ner på kolven sitter en bränslenål som styr flödet av bränsle från ett munstycke. Eftersom kolven är rörlig och kan ändra på förgasarens innerdiameter är luftens hastighet genom förgasaren i stort sett konstant oavsett motorns belastning och varvtal. Bränslenålens utformning avgör hur mycket bränsle som sugs in på respektive varvtal. En sliten nål kan alltså orsaka hög bränsleförbrukning. Detta upptäcks oftast vid en årlig kontrollbesiktning, då avgasvärdena mäts.
Den vanligaste förgasaren är SU-förgasaren och liknande modeller från bland annat Hitachi och Zenith Stromberg.

### Choke
Många förgasare är försedda med ett kallstartsreglage som kallas för choke. Choken används till att justera bränsle- och luftblandningen i förgasaren. Choke-spjället minskar lufttillförseln och ökar därmed bränsletillförseln i förgasaren, vilket behövs vid kallstart. När motorn uppnått normal driftstemperatur så behövs ingen extra bränsletillförsel längre och choken skall då inte användas alls. Choke-reglaget kan vara manuellt eller automatiskt.